# グトルフォス

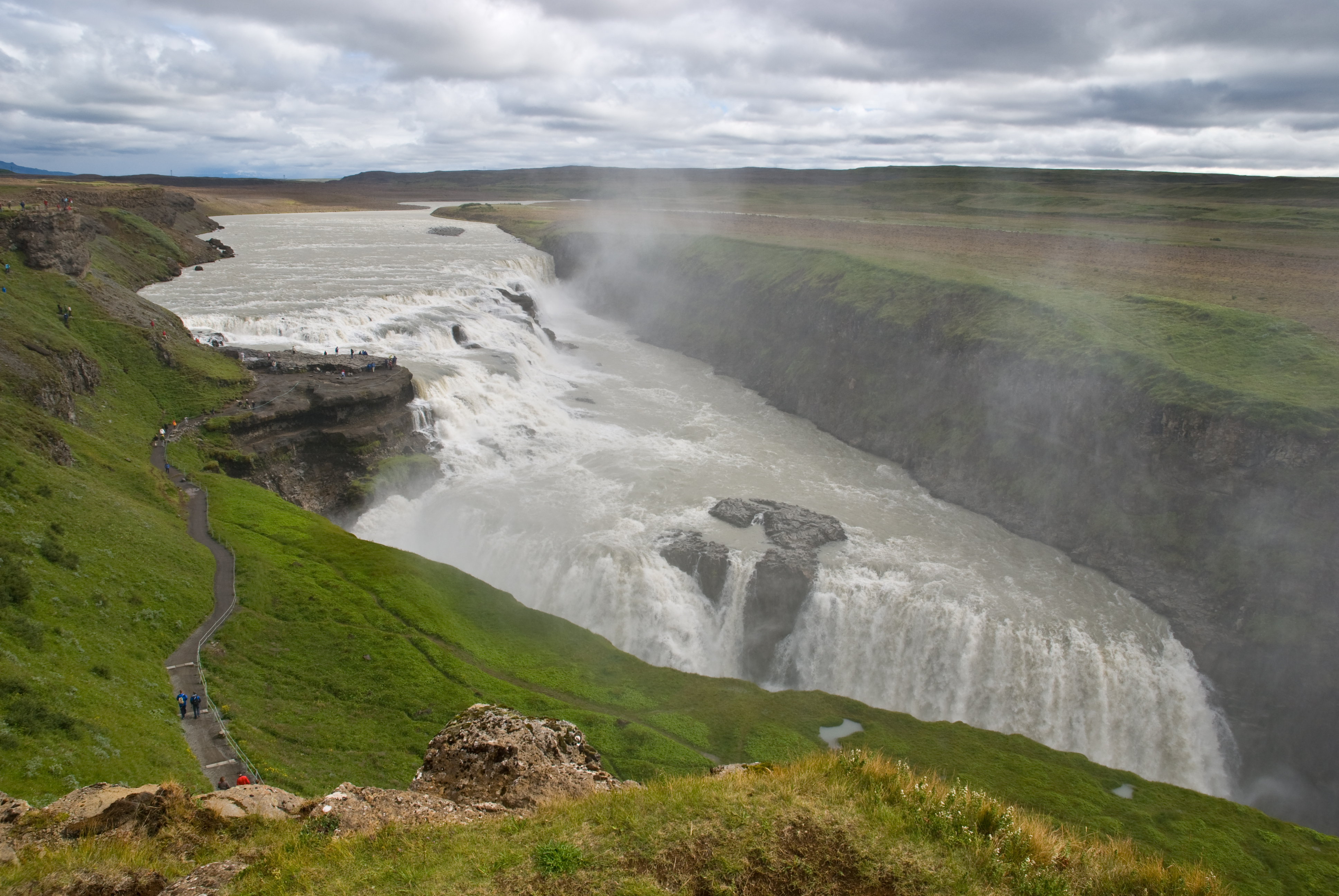
全景

グトルフォス（Gullfoss）は、アイスランド南部にある滝。アイスランド語で"gull"は「金」、"foss"は「滝」を意味し、「黄金の滝」という名をもつ。
ラング氷河（Langjökull）を起源とするHvítá川の中上流部にあり、最大幅は約70m、最大落差は1段目で約15m、2段目で約30m。アイスランド随一の規模を誇り、同国の代表的な観光スポットの1つである。
20世紀初頭、イギリスの企業がこの滝一帯に水力発電所の建設を計画した。しかし、シグリットという名の少女がこの工事に反対、滝壺に自らの身を投じようとした事で工事を中止させた。滝壺の横には彼女の銅像が建てられ、今も滝を見守っている。
岸には、柱状節理や板状節理の発達した溶岩、枕状溶岩を含む角礫岩などがみられる。

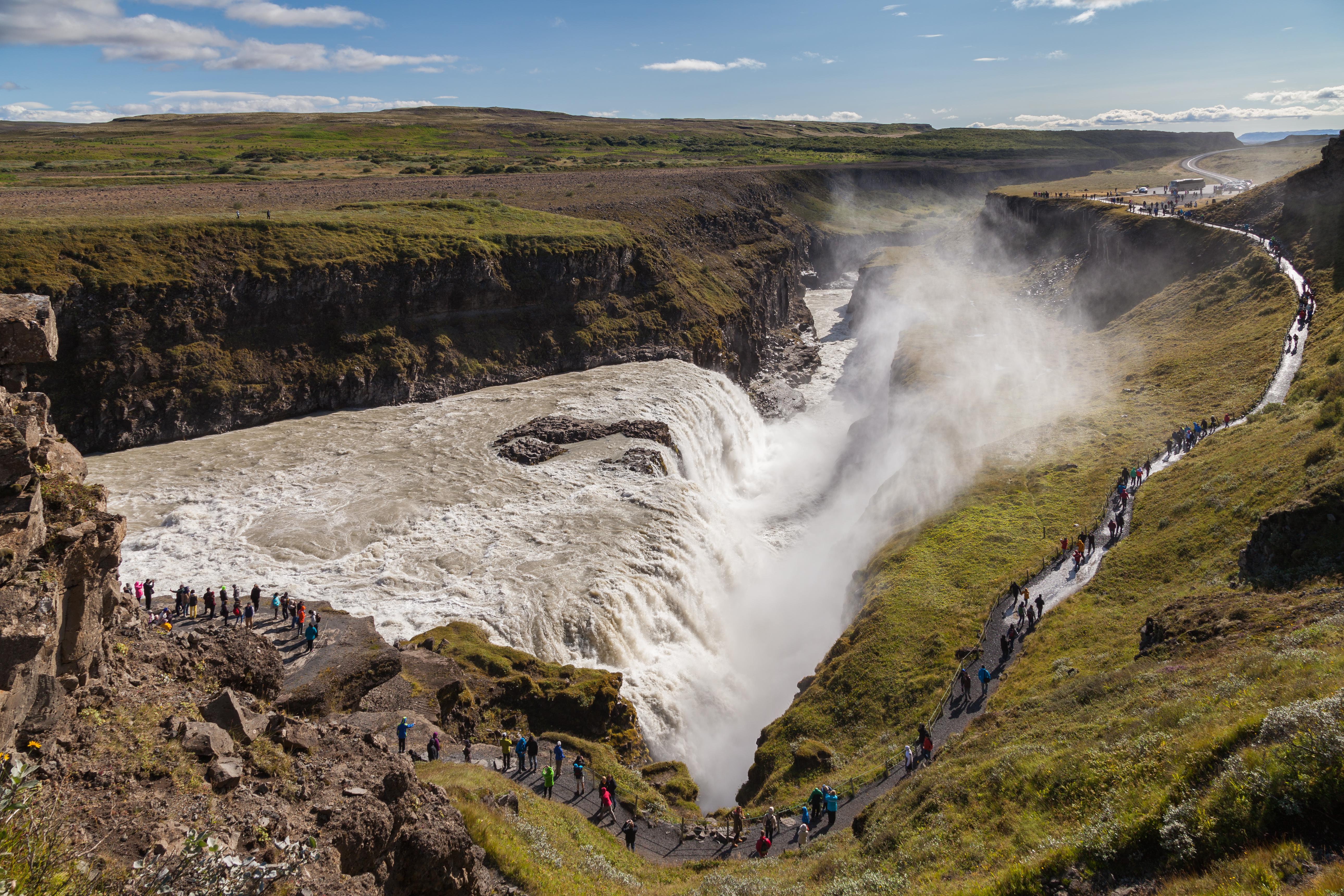
上流から
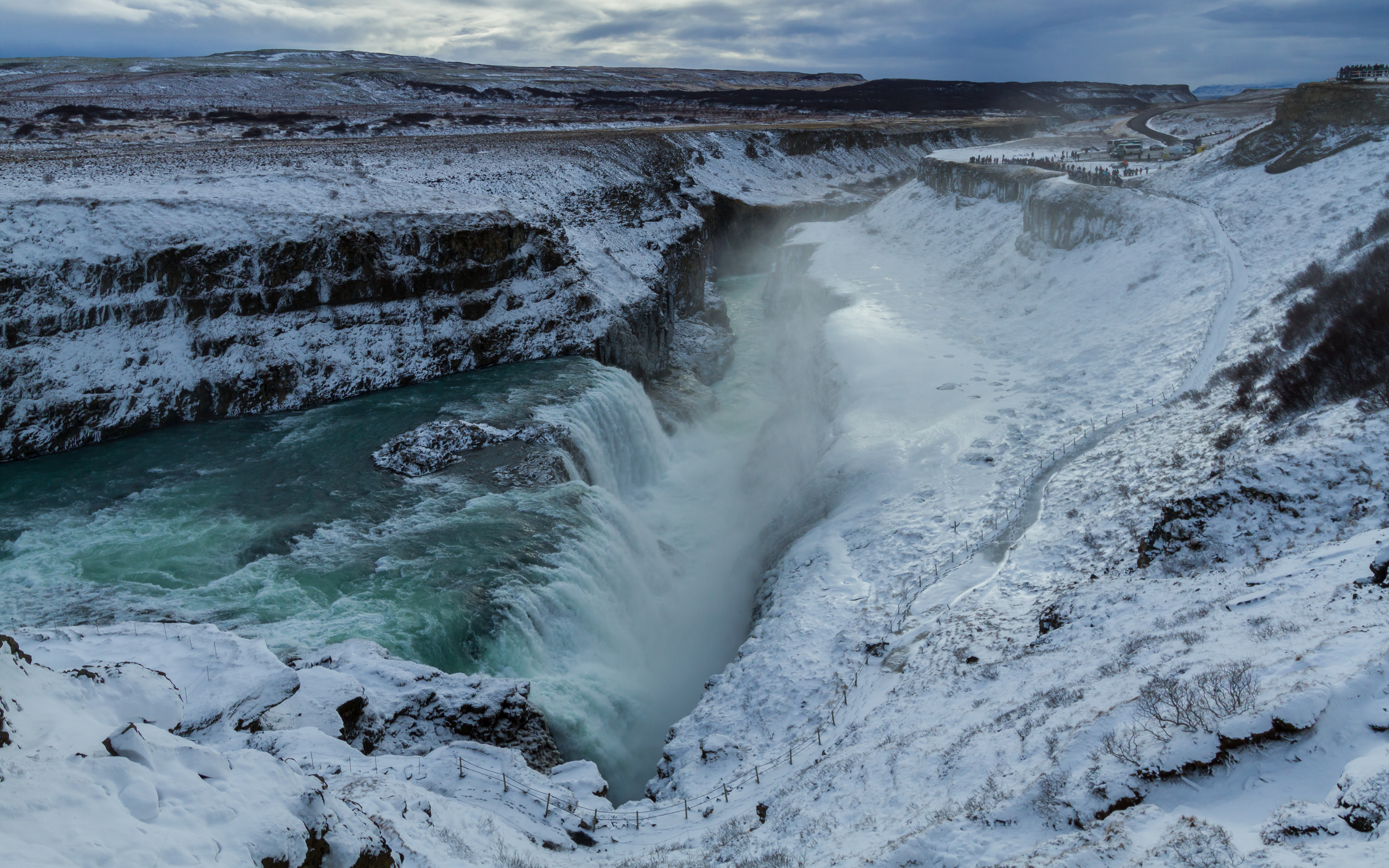
冬季
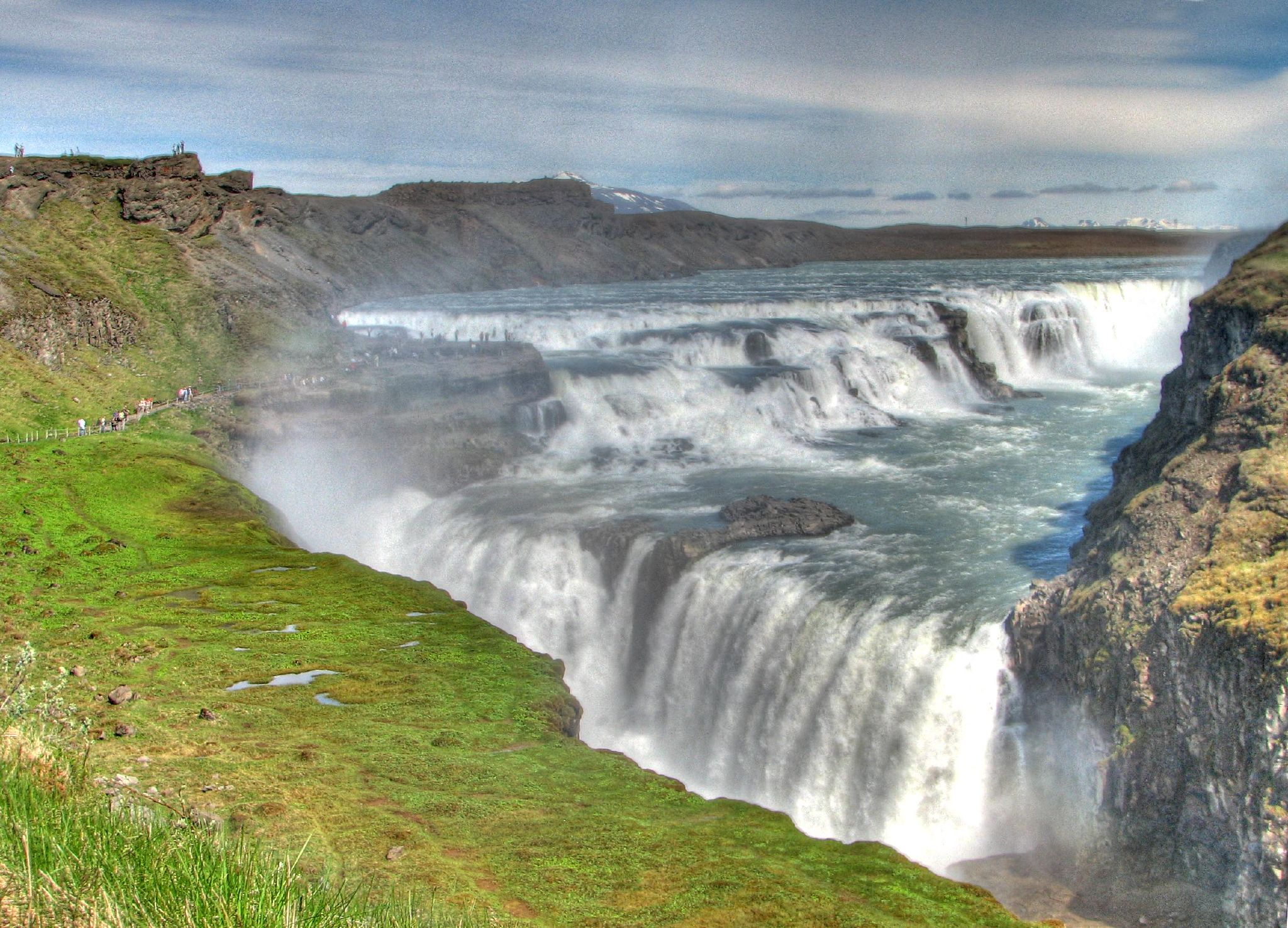
下流から
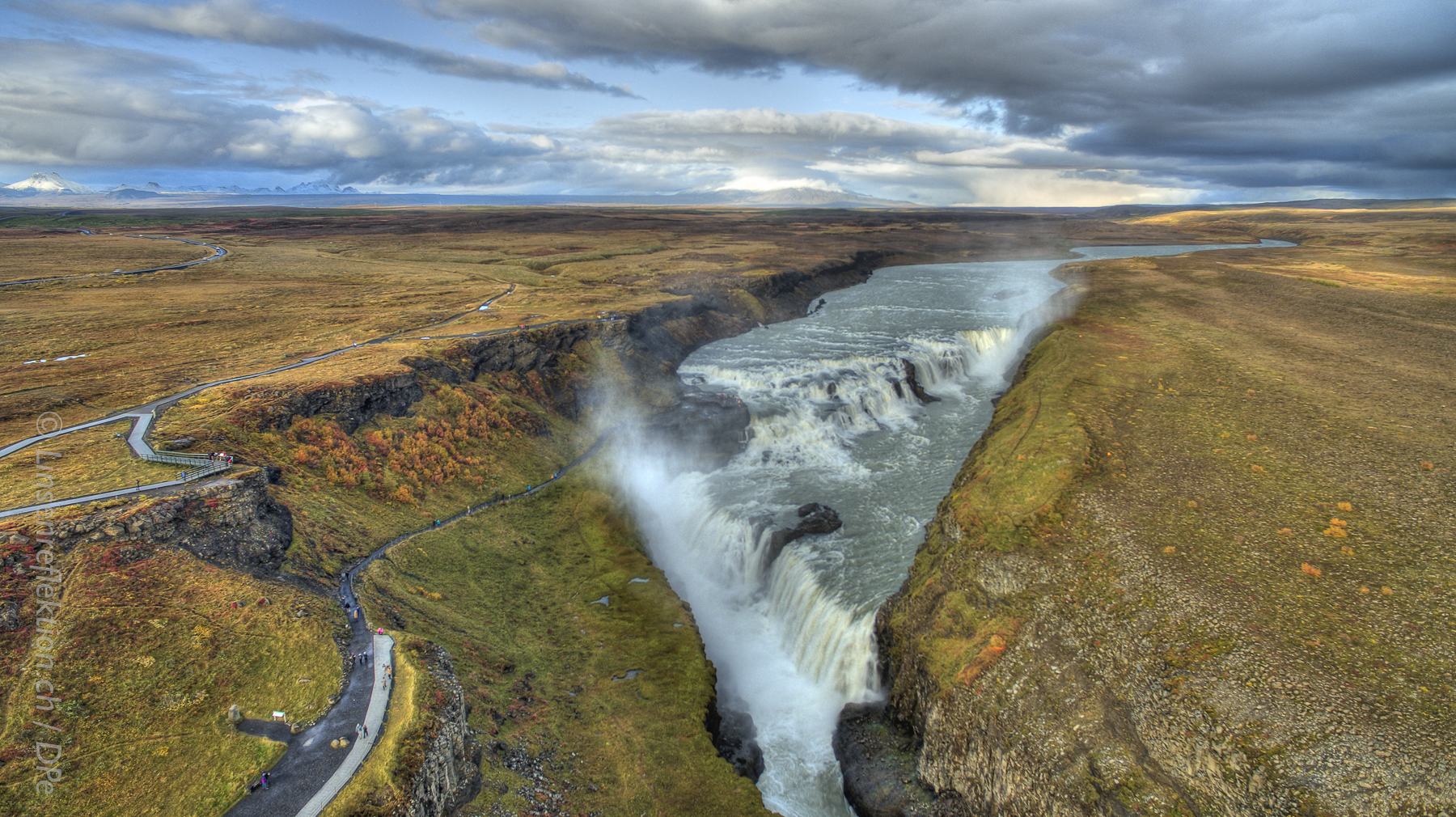
上空から